# Львівський фаховий коледж будівництва, архітектури та дизайну
Львівський фаховий коледж будівництва, архітектури та дизайну (до 2007 року — Львівський будівельний технікум) — вищий навчальний заклад України I—II рівнів акредитації, розташований у Львові.
Коледж співпрацює з Національним університетом «Львівська політехніка», Львівським національним аграрним університетом, Київським національним університетом будівництва і архітектури та Київським інститутом реклами та дизайну.
Нині коледж готує молодших спеціалістів з п'ятьох спеціальностей на денному та заочному відділах, де навчається понад 1000 студентів.

## Історія
Львівський будівельний технікум був заснований згідно з рішенням Ради Народних Комісарів від 13 червня 1940 року. Він фактично став одним з перших навчальних закладів на теренах Західної України[уточнити]. За рік розпочалася німецько-радянська війна, яка перервала навчальний процес в технікумі.
Навчальний заклад відновив свою роботу лише за місяць після звільнення Львова, а саме 15 серпня 1944 року. Так у  приміщеннях колишнього жіночого монастиря сестер бенедиктинок, що при вулиці Вічевій, 2 розпочалися заняття студентів з підготовки фахівців за двома спеціальностями: технік-будівельник і технік-електрик. Там також знаходилися студентський гуртожиток та їдальня, а також помешкання для працівників технікуму.
Першим директором технікуму був фронтовик, досвідчений інженер Смірнов О. В. Пізніше директорами технікуму були Шитов Є. Є., Аугуст Л. Г., Бондар М. Ф.
Перший повоєнний випуск технікуму налічував усього сім осіб. Наприкінці 1940-х роках учні технікуму під керівництвом інженера гвардії-полковника Петра Антоновича Габріаловича відбудували зруйноване війною приміщення технікуму на одній з центральних вулиць Львова.
У вересні 1957 року персонал навчального закладу переїхав на нове місце — у приміщення колишнього нафтового технікуму при вул. Пекарській, 1а. В середині 1960-х років викладачами Базилевичем Р. Е. та Гулем В. П. був розроблений проєкт надбудови п'ятого поверху навчального корпусу, а 1968 році надбудова була завершена силами студентів під керівництвом завідувача навчальними майстернями Гладуна А. Д.
1959 року був збудований перший студентський гуртожиток технікуму при вулиці Суворова, 42 (нині тут містяться бізнес-центр «Експерт» та міні-готель «Екотель»).
Від 1960 року в технікумі почала функціонувати нова форма виробничого навчання — виконробська дільниця, де виконробами працювали викладачі, а майстрами та робітниками — студенти технікуму. Технікум готував фахівців за спеціальністю промислове і цивільне будівництво. 
У 1976 році, за проектом архітектора Ярослава Назаркевича, трестом «Львівжитлобуд» було збудовано дев'ятиповерхову будівлю нового гуртожитку на 386 місць при вулиці Зеленій, 105, який був заселений у березні 1977 року.
У 1997 році львівський політехнічний технікум наказом Міністерства освіти України був ліквідований, а його студенти, що навчалися за спеціальностями будівництво та експлуатація будівель і споруд та прикладна геодезія поповнили навчальні групи будівельного технікуму. 
30 листопада 2007 року Львівський будівельний технікум перейменований у Львівський коледж будівництва, архітектури та дизайну. Того ж року відновлено навчання студентів за спеціальністю архітектурне проектування та внутрішній інтер'єр.

## Будівля
Будівля коледжу на вулиці Пекарській, 1а збудована за проєктом архітекторів Едмунда Жиховича та Міхала Лужецького для потреб Товариства приватних урядовців. За Польщі тут також був торговий дім «Фармація».
28 січня 1986 року будівля внесена до реєстру пам'яток архітектури місцевого значення під охоронним № 656-м

## Спеціальності
- Архітектура та містобудування (Архітектурне проєктування та внутрішній інтер'єр).
- Будівництво та цивільна інженерія (Будівництво та експлуатація будівель і споруд; Реконструкція будівель і споруд).
- Геодезія та землеустрій (Геодезичні роботи та експлуатація геодезичного обладнання).
- Дизайн.